# Gobio lozanoi
Goujon de l'Adour, Goujon ibérique
Ne doit pas être confondu avec le Goujon de l'Amour (Perccottus glenii).
Espèce
Statut de conservation UICN

 LC : Préoccupation mineure
Gobio lozanoi, le Goujon de l'Adour ou Goujon ibérique, est une espèce de poissons d'eau douce actinoptérygiens de la famille des Gobionidae.

## Description
Ce goujon peut mesurer 13,5 cm de long.

## Répartition

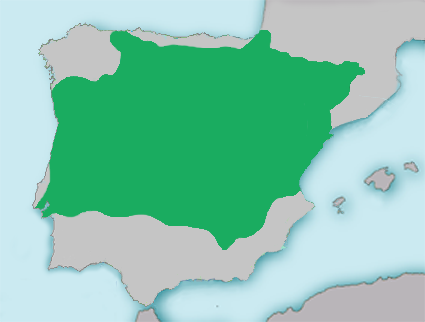
Carte de l'aire de répartition du Goujon de l'Adour.

Ce poisson d'eau douce est endémique du Sud-Ouest de l'Europe, à savoir le Nord-Est de l'Espagne, l'extrême Sud-Ouest de la France et l'Andorre. Il est indigène des bassins de l'Adour, de la Bidassoa et de l'Èbre.
Il a été introduit dans une large partie de la péninsule Ibérique, où il est également présent au Portugal.

## Gobio lozanoiet l'Homme
Le Goujon de l'Adour est considéré comme une « espèce de préoccupation mineure » (LC) par la liste rouge de l'UICN.
Il est considéré comme une « espèce quasi menacée » (NT) par la liste rouge du Comité français de l'UICN dans sa version de 2019, où il était une « espèce à données insuffisantes » (DD) dans la version de 2009.

## Taxonomie

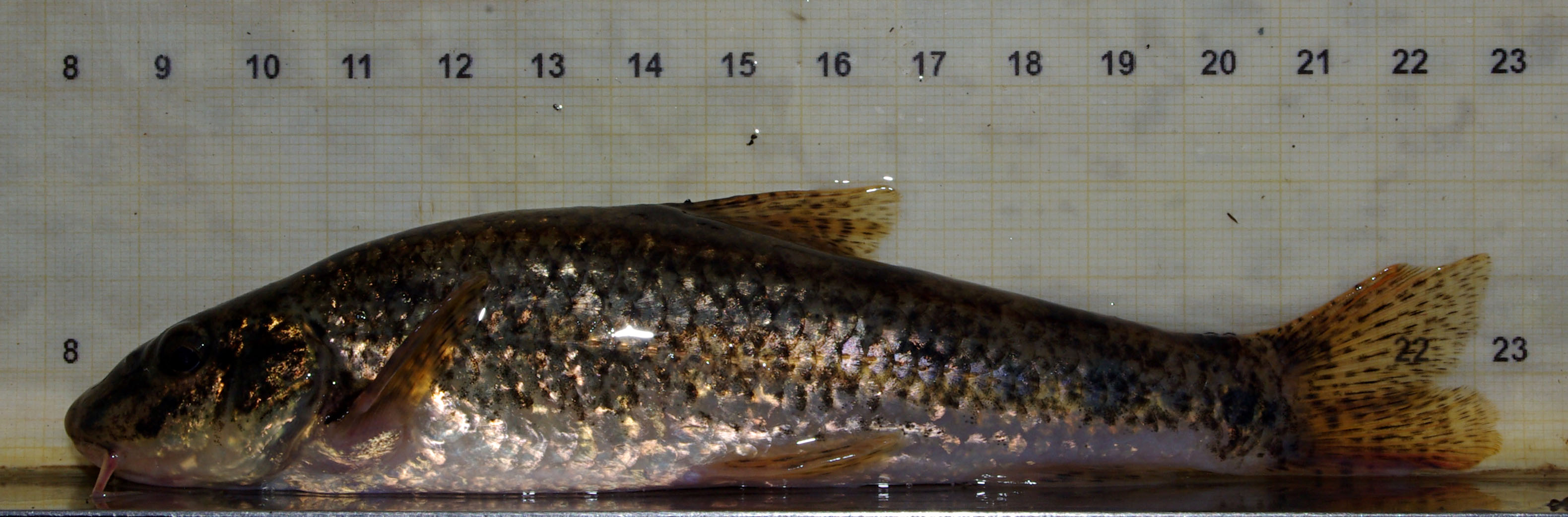
Un spécimen pêché dans le Bernesga et mis à l'échelle à côté d'une règle.

L'espèce a été décrite en 2004 par les biologistes Ignacio Doadrio Villarejo (es) et María José Madeira (d).
Les noms vernaculaires attestés en français sont « Goujon de l'Adour » et « Goujon ibérique »,.
Il a été distingué du Goujon commun (Gobio gobio), qui a une aire de répartition plus septentrionale en Europe.

### Étymologie
L'épithète spécifique lozanoi est un hommage au naturaliste espagnol Luis Lozano Rey (es), pour sa contribution à la connaissance des poissons d'eau douce ibériques (es),.

### Publication originale
- (en + es) Ignacio Doadrio Villarejo et María José Madeira, « A new species of the genus Gobio Cuvier, 1816 (Actynopterigii, Cyprinidae) from the Iberian Peninsula and southwestern France », Graellsia (es), Madrid, Conseil supérieur de la recherche scientifique, vol. 60, no 1,‎ juin 2004, p. 107-116 (DOI 10.3989/graellsia.2004.v60.i1.197, lire en ligne [PDF], consulté le 4 mai 2024) (protologue).